# Fântâna Mare (gmina)
Fântâna Mare – gmina w Rumunii, w okręgu Suczawa. Obejmuje miejscowości Fântâna Mare, Cotu Băii, Praxia i Spătărești. W 2011 roku liczyła 2237 mieszkańców.